# Enduro Bojz
Enduro Bojz – polski film sensacyjny z 2000 roku.
Okres zdjęciowy trwał od 5 października do 12 listopada 1999. Film kręcono w Warszawie i Bieszczadach.

## Opis fabuły
Kuba i Robert są kumplami z licealnej ławki i łączy ich miłość do motocykli enduro. Obaj też rozwożą pizzę. Kuba chce, żeby jego ojciec, człowiek sukcesu zgodził się na zakup motocykla, jednak jego ojciec nie zgadza się. Kuba postanawia pożyczyć pieniądze od matki i ta decyzja nie podoba się jego ojcu. Pewnego dnia Kuba widzi, że jego motocykl jest przykuty do ściany garażu i po kłótni z ojcem ucieka, bierze ze sobą motocykl i rewolwer ojca. Robert także ucieka z domu. Docierają do celu swej podróży, czyli w Bieszczady. Tymczasem między Robertem a jednym z pracowników stacji benzynowej dochodzi do kłótni, w związku z czym Kuba straszy napastników rewolwerem. Następnie razem z Robertem odjeżdżają, a pracownicy stacji benzynowej powiadamiają policję o tym, że Kuba i Robert dokonali kradzieży. Ojciec Kuby dowiaduje się o całym zdarzeniu z telewizji i wyrusza, żeby odszukać syna. Na trasie do Kuby i Roberta dołącza Ewa, uciekinierka z Domu Dziecka. Jednak sytuacja zostaje skomplikowana, ponieważ odbywa się prawdziwy napad na stację benzynową i zostaje on przypisany Kubie i Robertowi.

## Obsada aktorska
- Andrzej Andrzejewski − Robert
- Jan Wieczorkowski − Kuba
- Barbara Kurzaj − Ewa
- Adam Ferency − komisarz
- Krzysztof Pieczyński − ojciec Kuby
- Adam Kamień − partner komisarza
- Magdalena Kuta − matka Kuby
- Borys Szyc − motocyklista
- Hubert Zduniak − motocyklista
- Paweł Wilczak − drwal
- Przemysław Sadowski − Sowiet
- Agnieszka Dygant − recepcjonistka
- Wojciech Machnicki − komendant wojewódzki
- Andrzej Jurczak − pracownik stacji
- Dariusz Toczek − pracownik stacji
- Sławomir Holland − pracownik stacji
- Stanisław Penksyk − komendant rejonowy
- Adam Woronowicz − lekarz
- Arkadiusz Detmer − policjant
- Grzegorz Klein − policjant
- Edward Kusztal − pijak
- Katarzyna Maternowska − studentka
- Katarzyna Bargiełowska − sekretarka
- Tomasz Dedek − dowódca antyterrorystów
- Krzysztof Plewka − turysta z Niemiec
- Bogusław Sar